# Gabino Ereñozaga
Gabino Ereñozaga Legarreta (Gatica, 26 de diciembre de 1942) fue un ciclista español, que fue profesional entre 1965 y 1971. De su palmarés destaca una Vuelta en La Rioja y una etapa a la Vuelta en Cataluña.
Una vez retirado, ejerció la profesión de masajista, convirtiéndose en uno de los más reconocidos especialistas dentro del pelotón ciclista español.

## Palmarés
- 1966
  - Vencedor de 2 etapas en el Cinturón ciclista internacional de Mallorca
- 1967
  - 1º en la Vuelta a La Rioja y vencedor de una etapa
  - Vencedor de una etapa a la Vuelta a Andalucía
- 1968
  - Vencedor de una etapa a la Volta a Cataluña

### Resultados a la Vuelta a España
- 1969. 48.º de la clasificación general
- 1971. 57.º de la clasificación general